# إلهام فرح
إلهام فرح (1939-2023) هي معلمة موسيقى فلسطينية، ولدت في مدينة غزّة لعائلة مسيحية مثقّفة فوالدها الشاعر حنّا فرح. وكانت من أوائل من دَرس مادّة الموسيقى في مدارس القطاع، كانت تعزف على آلة الأورغ، وكانت وجهاً ثقافياً واجتماعياً بارزاً.
نجَت فرح من عدوان عام 2014 بعد تعرُّض الحيّ الذي كانت تسكُن فيه إلى قصف إسرائيلي. وفي مساء 12 نوفمبر 2023 غادرت فرح كنيسة العائلة المقدّسة التي تحوّلت بعد العدوان إلى ملجأ لكثير من الناس، وتوجَّهت لبيتها في حيّ الرمال لتتأكّد إن كان قد قصف أم لا، وفي الطريق أُصيبت برصاصة قنّاص إسرائيلي في ساقها ونظراً لمنع الإحتلال الإسرائيلي دخول سيارات الإسعاف إلى المنطقة وكثافة القصف الهمجي لم يتمكّن أهالي الحيّ من إنقاذها وتُركت تنزف حتى استشهدت في صباح الاثنين 13 نوفمبر 2023.
وقد كتبت إبنة شقيقتها مناشدة لإنقاذها قالت فيها: "خالتي المعلّمة إلهام فرح أُصيبت برصاص الإحتلال وهي في الشارع بالقرب من مستشفى الشفاء جالسة على الأرض حيث أصيبت في رجلها، تنتظر أحداً ليتمكّن من نقلها إلى سيارات الإسعاف".
نعاها الكثير من طلابها ومنهم من قالت: "كانت حصص الموسيقى التي أخذناها معكِ بـمدرسة القاهرة من أحلى الحصص ونحبّ لمّا تعزفيلنا ونغنّي بكتب اسمك يا بلادي".